# Electronic Frontier Foundation
Electronic Frontier Foundation (EFF) — міжнародна некомерційна юридична організація, розташована в США, що спеціалізується на захисті громадянських прав у галузі цифрового права.
Задекларована місія організації:
- Заохочувати та підтримувати освітнянські ініціативи для підвищення громадської обізнаності щодо можливостей та викликів, пов'язаних з розвитком комп'ютерних технологій та телекомунікацій
- Розвивати у "сильних світу цього" краще розуміння викликів, пов'язаних з вільними та відкритими телекомунікаціями, підтримувати юридичні та структурні підходи для спрощення впровадження відповідних нових технологій у сучасне суспільство
- Підвищувати рівень громадської свідомості щодо загроз особистим свободам, що виникають у зв'язку із швидким розвитком нових засобів інформації, які базуються на комп'ютерних технологіях
- Підтримувати юридичну діяльність, спрямовану на підтримку, захист та поширення громадянських прав, закладених у Першій поправці, в царині комп'ютерних та телекомунікаційних технологій
- Заохочувати та підтримувати розробку нових пристроїв та технологій, що забезпечать повний та легкий доступ технічно необізнаних користувачів до цифрових телекомунікаційних засобів

EFF функціонує за рахунок пожертв та розташована в Сан-Франциско, Каліфорнія. Представники організації є акредитованими спостерігачами у Всесвітній організації інтелектуальної власності та учасниками Всесвітньої мережевої ініціативи.
EFF діє в кількох напрямках галузі цифрових технологій:
- Надає кошти для юридичного захисту в судах
- Захищає приватних осіб та нові технології від дій, що, на думку членів організації, представляють безпідставні юридичні загрози
- Намагається викривати для широкого загалу урядові правопорушення
- Надає консультації уряду та судам
- Організовує політичні акції та масові електронні розсилки
- Підтримує деякі технології, що, на думку представників організації, захищають особисті свободи
- Підтримує базу даних та вебсайти з новинами та інформацією
- Відслідковує потенційне законодавство, яке, на думку представників організації, може обмежувати особисті свободи або добропорядне користування
- Публікує перелік легальних дій, пов'язаних з порушенням патентних прав для оскарження в суді та виправдання порушників в тих випадках, коли, на думку представників організації, такі правопорушення не повинні мати юридичних наслідків